# Cucina levantina

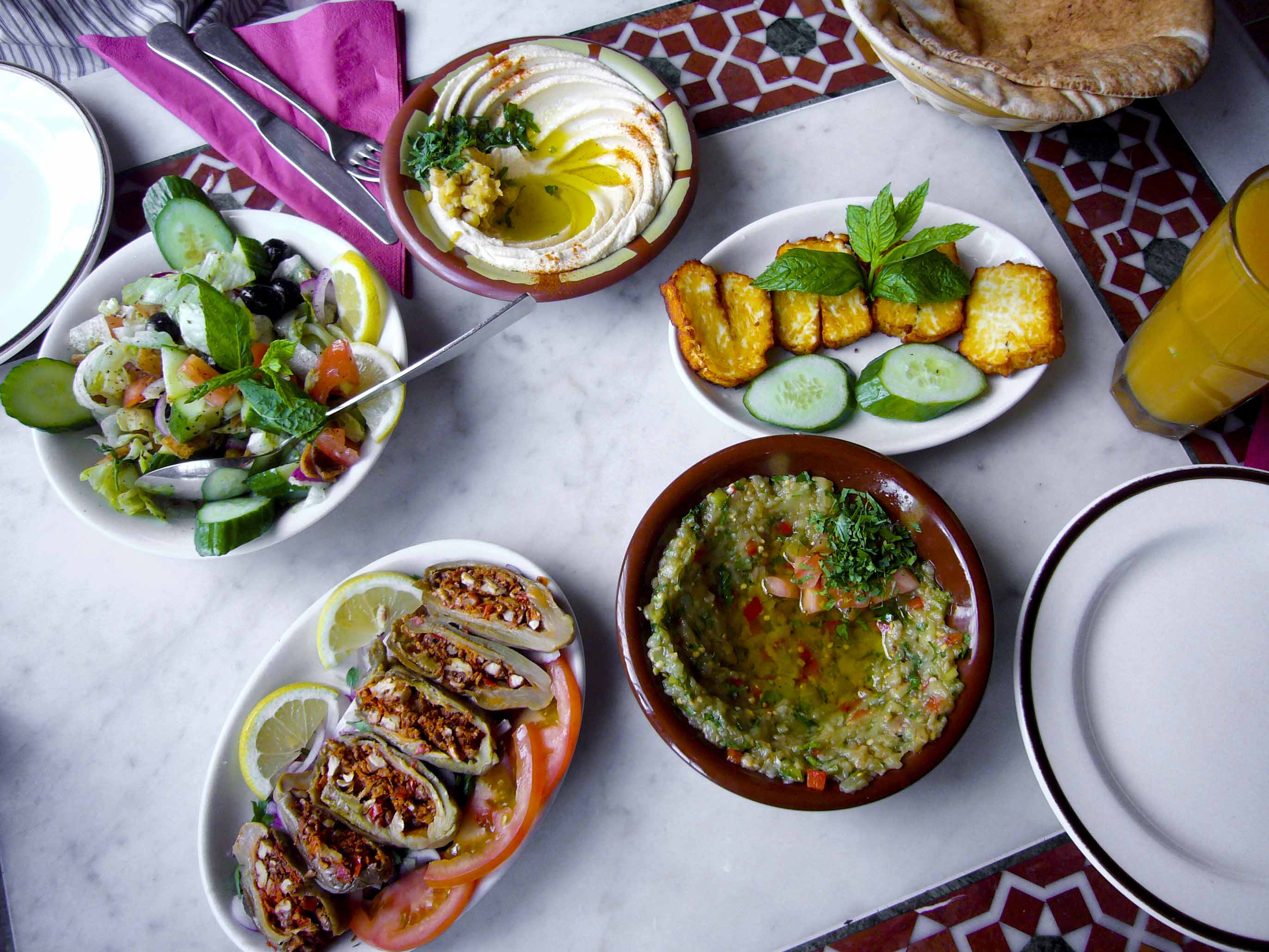
Tipiche meze della cucina levantina

La cucina levantina è la cucina tradizionale dell'area geografica del Levante, coincidente con la Siria storica e che si estende oggi in Siria, Libano, Palestina, Giordania e Turchia meridionale. Parte della cucina mediterranea e araba, la cucina levantina è stata fortemente influenzata dalla cucina ottomana e presenta varie comunanze con la cucina turca, egiziana, greca, armena e balcanica e ha influenzato fortemente la cucina israeliana. La cucina levantina si caratterizza per l'uso esteso delle meze.

## Piatti tipici
Tra le meze spiccano il tabbouleh, l'hummus e il baba ganush.
- Olive
- Hummus
- Tabbouleh
- Muhammara
- Manakish
- Fattoush
- Shawarma
- Baklava
- Labaneh
- Matbucha
- Baba ghanoush
- Shashlik
- Zuppa di lenticchie
- Burekas
- dolma
- Sfiha
- Tahini
- Kibbeh
- Qatayef
- Sambusac
- Makluba
- Shanklish
- Pita
- Arak
- Torum
- Insalata araba
- Za'atar
- Falafel
- Mansaf